# Magnus Larsen
Magnus Larsen (Også kendt som Wolf efter Jack Londons romanfigur, 1901 – 1931 i Brooklyn, USA) var en norsk-amerikansk sværvægtsbokser fra Austre Moland. Han rejste til søs som tolv år gammel. I 1921 blev han amerikansk amatørmester i sværvægtsboksning. Larsen blev professionel og holdt i syv runder i en kamp mod Gene Tunney samme år. Han døde i Brooklyns slum i 1931 på grund af hans alkoholforbrug